# الدوري اللبناني الدرجة الثانية 2007–08
الدوري اللبناني - الدرجة الثانية 2007–08 هو الموسم الرابع والسبعين من دوري الدرجة الثانية والذي ضم 14 ناديًا. صعد اثنان من الفرق إلى دوري الدرجة الأولى اللبناني لكرة القدم (الدوري اللبناني الممتاز) بينما هبط فريقين من أصل 14 فريقًا إلى الدوري اللبناني الدرجة الثالثة لموسم 2007-08.
صعد كل من نادي السلام زغرتا ونادي الشباب الغازية إلى الدوري اللبناني الممتاز بعد أن احتلا المركزين الأول والثاني على التوالي.